# Jennifer Ménard
 (janvier 2017).
Si vous disposez d'ouvrages ou d'articles de référence ou si vous connaissez des sites web de qualité traitant du thème abordé ici, merci de compléter l'article en donnant les références utiles à sa vérifiabilité et en les liant à la section « Notes et références ».
Pour les articles homonymes, voir Ménard.
Jennifer Ménard, né le 6 août 1989 à Vitry-sur-Seine, est une pilote française de véhicule nautique à moteur (VNM ou plus connu sous le nom de jet-ski).

## Biographie
Elle participe à sa première compétition en 2006 au guidon d'un Yamaha SuperJet préparé par Thierry Labateux - NewJet Racing.
Au début de 2013, à la suite d'un accident lors de la seconde épreuve du Championnat du Grand-Est, elle prend quelques mois sabbatiques afin de retrouver toutes les capacités nécessaires afin de revenir au meilleur niveau.
Elle sera présente sur la première épreuve du championnat du monde et la dernière manche du Championnat de France. La fin de saison sera couronnée par deux podiums sur la plus haute marche.

## Palmarès
- 2009 
  - 3ème au Championnat du monde de slalom en ski féminin
  - Championne de France
  - 3ème au Championnat d'Europe en ski féminin à So'Fun Village
- 2010
  - 4ème à la Nuit internationale du Maroc en ski féminin

- 2011 
  - Vice-Championne du Grand-Est en ski GP1
  - Top10 au Championnat de France en ski GP1

- 2012
  - Vainqueur des JetSki Games en ski féminin

- 2013
  - 3e au Championnat du monde de slalom en ski féminin
  - 1re au grand-prix d'Italie à Viverone en ski féminin du Championnat du monde UIM
  - 1re dans l'épreuve à Avignon en ski féminin du Freegun JetCross Tour
  - Vice-championne du Grand-Est en Ski Pro Am

- 2014
  - Championne du monde UIM
  - Championne de France
  - Vice Championne Freegun JetCross Tour
- 2015
  - Championne du monde UIM
  - Championne de France en ski féminin GP2
  - 4e au championnat de France en Ski GP2 sur 27 pilotes
  - Médaille de bronze au Championnat d'Europe
  - Vice Championne du monde de slalom